# Okavango River Bridge
Die Okavango River Bridge ist die einzige Brücke über den Okavango in Botswana. Die 2022 eröffnete Straßenbrücke steht im North West District etwa 6 km vom Mohendo Border Control auf der A35 an der Grenze zu Namibia bzw. zu dem zu Namibia gehörenden Caprivizipfel entfernt und rund 12 km nordwestlich von Shakawe. Sie ersetzt die Mohembo Ferry zwischen Mohembo West und Mohembo East, über die bisher der gesamte Verkehr mit dem auf der linken Seite des Okavango liegenden Ngamiland North lief.
Die Schrägseilbrücke fällt durch ihre zwei A-Pylone auf, die als gekreuzte Elefanten-Stoßzähne gestaltet wurden.
Die insgesamt 1161 m lange und 12,4 m breite Brücke hat zwei Fahrbahnen und beidseits durch Jersey-Barrieren geschützte Gehwege. Sie besteht aus einer 605,5 m langen Vorlandbrücke auf der rechten Flussseite, einer 400 m langen Schrägseilbrücke über dem Strom und einer 155,5 m langen Vorlandbrücke auf seiner linken Seite.
Die Vorlandbrücken aus Stahl- und Spannbeton wurden von APCO, Johannesburg, Südafrika entworfen, das Ingenieurbüro Grassl, Hamburg plante die Schrägseilbrücke.
Die Schrägseilbrücke hat ein 200 m langes Mittelfeld und zwei 100 m lange Seitenfelder. Der Fahrbahnträger ist ein Verbund aus zwei stählernen, 1,75 m hohen luftdicht verschweißten Hohlkästen mit trapezförmigem Querschnitt und einer 25 cm dicken Betonplatte, deren Dicke über den Gehwegen auf 20 cm reduziert wird. Die vergleichsweise kurzen Seitenfelder mussten an den Enden mit Ballast beschwert werden. Dazu wurde dort die Konstruktionshöhe von 2 m auf 3 m vergrößert und die Hohlkästen zu einem breiten Hohlkasten vereinigt, der mit Schwerbeton gefüllt wurde. Zur Verankerung der 72 Schrägseile (9 Seile in 8 Seilgruppen) dienen Querträger aus ebenfalls luftdicht verschweißten Hohlkästen, die mit den beiden Längsträgern einen Trägerrost bilden. Die Stahlpylone haben eine Höhe von rund 52 m über den Fundamentsockeln. Die gebogenen Pylone haben am Sockel einen Außendurchmesser von 3 m, der sich nach oben verjüngt auf 1,50 m in der Spitze. Sie wurden jeweils aus 30 in Höhe und Querschnitt unterschiedlichen Segmenten hergestellt. Sie sind innen über Steigleitern begehbar, über die die Verankerungen der Schrägseile und die Warnlichter für die Luftfahrt zugänglich sind.
Die Ausführung erfolgte durch die italienischen Unternehmen Itinera und Cimolai. Die Bauarbeiten begannen im November 2016 und dauerten wegen Behinderungen durch die COVID-19-Pandemie bis 2022. Im Juli 2022 wurde die Brücke durch den Minister of Transport and Public Works Eric Molale dem Verkehr übergeben.